# Great Cacapon
Great Cacapon – jednostka osadnicza w Stanach Zjednoczonych, w stanie Wirginia Zachodnia, w hrabstwie Morgan.